# Karol Beyer
Karol Adolf Beyer (ur. 10 lutego 1818 w Warszawie, zm. 8 listopada 1877 tamże) – polski fotograf, numizmatyk.
Pierwszy zawodowy fotograf w Warszawie, zwany „ojcem polskiej fotografii”. W latach 1844–1867 prowadził w Warszawie zakład fotograficzny, mieszczący się kolejno: przy ul. Senatorskiej, ul. Wareckiej i Krakowskim Przedmieściu, w którym wykonywał przede wszystkim portrety. Fotografował mieszkańców Warszawy i osoby przybyłe z całego kraju, przedstawicieli różnych środowisk, głównie inteligencji i burżuazji, rzadziej ziemiaństwa i chłopstwa. Zajmował się również uwiecznianiem widoków miast, m.in. Warszawy, Krakowa, Częstochowy, Gdańska, Malborka i Łodzi; fotografie te stanowią dziś cenny dokument ich ówczesnego wyglądu. 
Karol Beyer pasjonował się również numizmatyką i archeologią. W 1856 r. z jego inicjatywy powstało Warszawskie Towarzystwo Numizmatyczne. Zdemaskował fałszerstwo monet dokonane przez Józefa Majnerta, od którego odkupił sfałszowane stemple. Sfałszowane monety, które udało mu się wykryć, oznaczał napisem FALSUS.

## Dzieciństwo i młodość

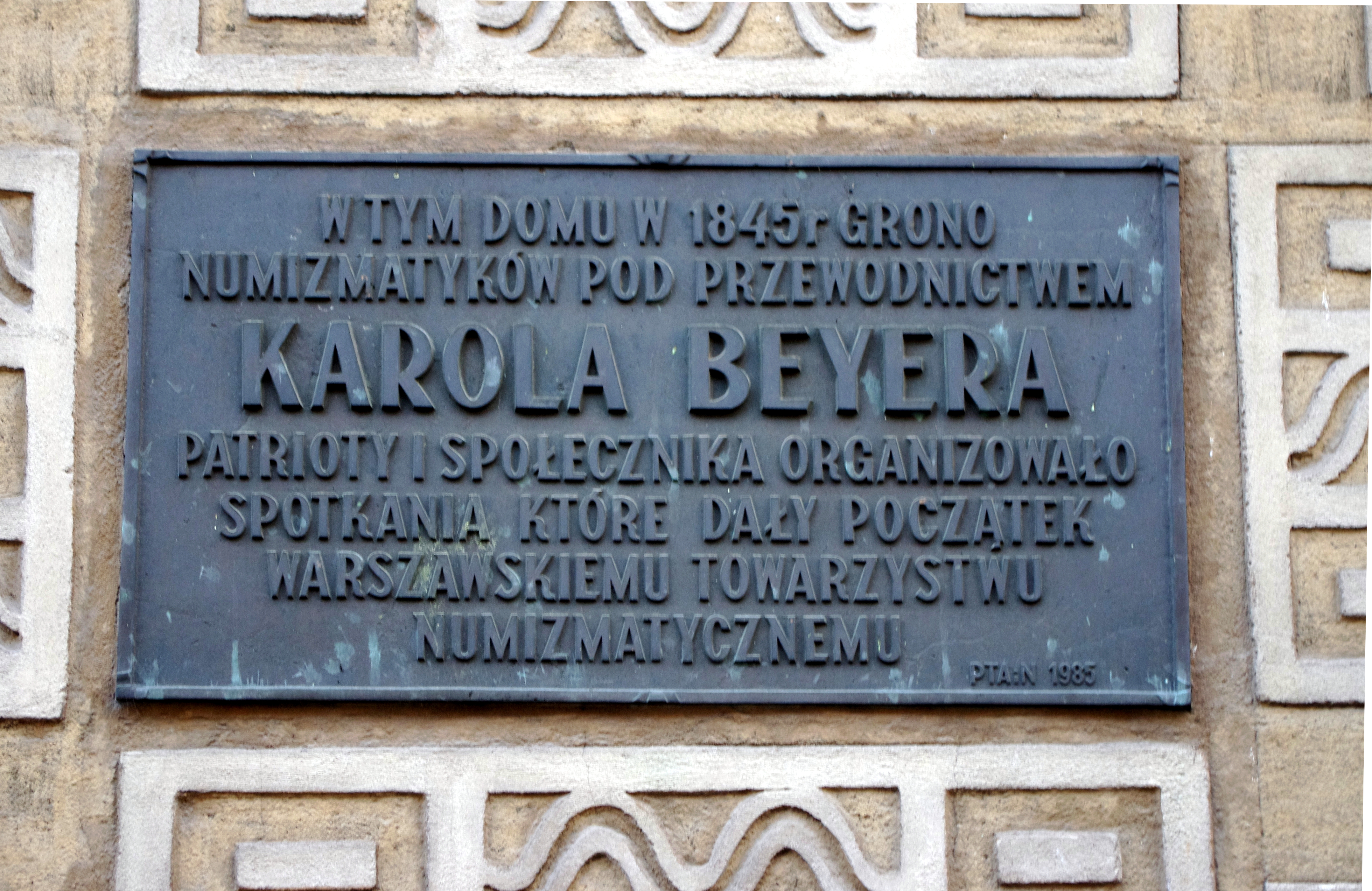
Tablica upamiętniająca Karola Beyera i powstanie Warszawskiego Towarzystwa Numizmatycznego na ul. Piwnej w Warszawie

Był synem Wilhelma Beyera (1778-1819) i malarki Henryki (Henriette) Beyer z Minterów (1782-1855). Jego ojciec przybył do Warszawy wraz z pruskimi urzędnikami po zajęciu Warszawy przez Królestwo Prus w wyniku III rozbioru. Urodzoną w Szczecinie matkę sprowadził do Warszawy w 1811 r. jej brat, wojskowy. Wilhelm i Henryka pobrali się dwa lata później. Karol Beyer urodził się jako ich trzeci syn. Dzieciństwo spędził w Lesznie. Do zamknięcia szkoły przez władze carskie w 1831 r. uczęszczał wraz z bratem Henrykiem Karolem (1815-1855) do Liceum Warszawskiego, po czym uczył się na technika w „Fabryce bronzów, wyrobów z blachy lakierowanej i innych odlewów metalicznych” prowadzonej przez jego wuja, Karola Mintera. Już wówczas interesował się numizmatyką, zbierając oryginały i ryciny. W 1844 r. przez kilka miesięcy przebywał w Paryżu, ucząc się techniki fotografii, jednak z jej podstawami zapoznał się wcześniej, gdyż wiadomo, że dagerotypy wykonywał co najmniej od 1842 r.

## Pierwszy zakład
W roku 1844 założył „Zakład Daguerrotypowy Karola Beyer w Warszawie” (otwarty na początku 1845), mieszczący się w pałacu Błękitnym (Zamoyskich) przy ul. Senatorskiej 35/37. Beyer wykonywał tu przede wszystkim portrety, które cieszyły się na tyle dużym zainteresowaniem, że w 1846 r. powiększył oszklone atelier, które – dzięki korzystnemu światłu – służyło do pozowania. Wiadomo, iż już w tym okresie Beyer fotografował widoki Warszawy oraz sanktuarium na Jasnej Górze, ale żaden z tych dagerotypów nie zachował się do dziś. Ok. 1846 r. zaczął wykonywać kalotypy (tj. fotografie wykonywane na papierze, a nie – jak dagerotypy – na metalowej płytce), jednak na dość ograniczoną skalę.

## Zakład przy ul. Wareckiej

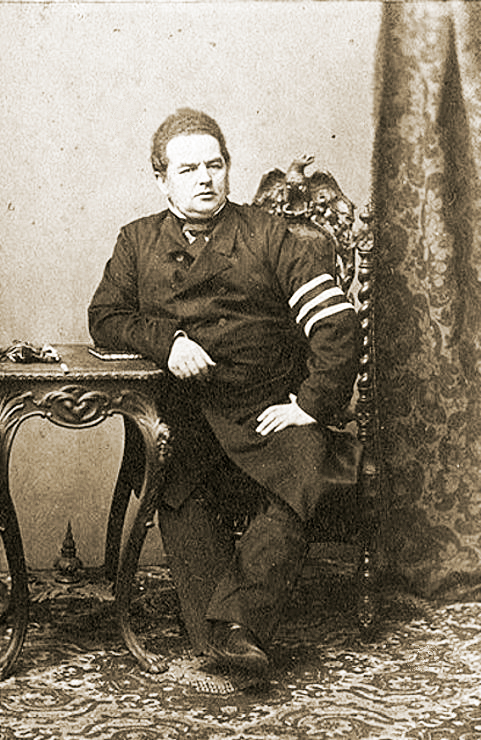
K. Beyer, Leopold Stanisław Kronenberg, 1861

Latem 1850 r. Beyer przeniósł swój zakład do domu własnego przy ul. Wareckiej, gdzie kontynuował wykonywanie dagerotypowych portretów. W technice tej fotografował także widoki Warszawy. 28 lipca 1851 dokonał wyjątkowego osiągnięcia w swoim dorobku: sfotografował całkowite zaćmienie Słońca (dagerotypy te nie zachowały się do dziś). Podczas podróży do Londynu i Paryża w 1851 r. spotkał się z Frederickiem Scottem Archerem, od którego nauczył się techniki mokrego kolodionu. Jej zaletami były: krótszy czas naświetlania, duża ostrość obrazu oraz możliwość wykonywania nieskończenie wielu odbitek z jednego negatywu (inaczej niż w przypadku dagerotypu, którego nie dało się powielać). Kilka miesięcy później Beyer zaczął wykonywać w tej technice portrety (zakład nosił wówczas nową nazwę: „Zakład Fotograficzny Karola Beyer w Warszawie”), a następnie zdjęcia plenerowe, głównie Warszawy, ale również okolicznych miejscowości. Metoda ta, mimo swoich zalet, wymagała dużego nakładu pracy, stąd w 1853 r. Beyer zatrudnił pierwszego stałego pracownika, Teofila Borettiego (1834-1910), który później kierował filią zakładu w Lublinie (otwartą w 1857 r.). Beyer współpracował także z różnymi artystami, którzy kolorowali i retuszowali jego fotografie. 
Dzięki technice kolodionowej Beyer mógł na szeroką skalę wytwarzać reprodukcje dzieł sztuki. Jednym z jego osiągnięć było wydanie pionierskiego w charakterze Albumu Wystawy starożytności i przedmiotów sztuki ze zdjęciami obiektów prezentowanych na wystawie w Warszawie od 1 czerwca 1856 do 8 lutego 1857. W 1857 roku rozpoczął wydawanie równie nowatorskiego albumu, zatytułowanego Gabinet medalów polskich oraz tych które się dziejów Polski tyczą. Dopełnienie dzieła Edwarda hr. Raczyńskiego, zawierającego – w dwóch zeszytach – zdjęcia awersów i rewersów 84 medali. Przedsięwzięcie to, ze względu na słabą sprzedaż, nie było kontynuowane.
Od 1855 r. Beyer był członkiem Société française de photographie.
W r. 1856 poślubił wdowę po swoim bracie, Henryku Karolu – Joannę Zofię z Haushildów.

## Zakład przy Krakowskim Przedmieściu

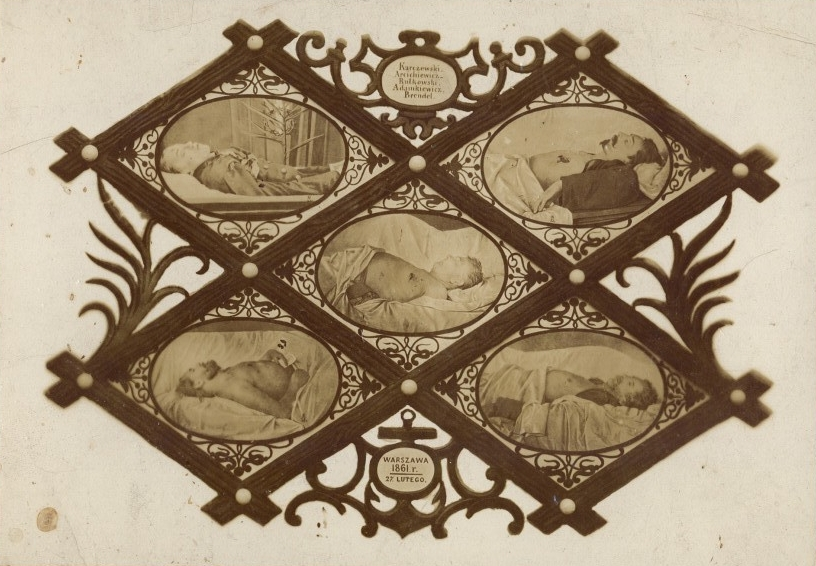
K. Beyer, Pięciu poległych, 1861

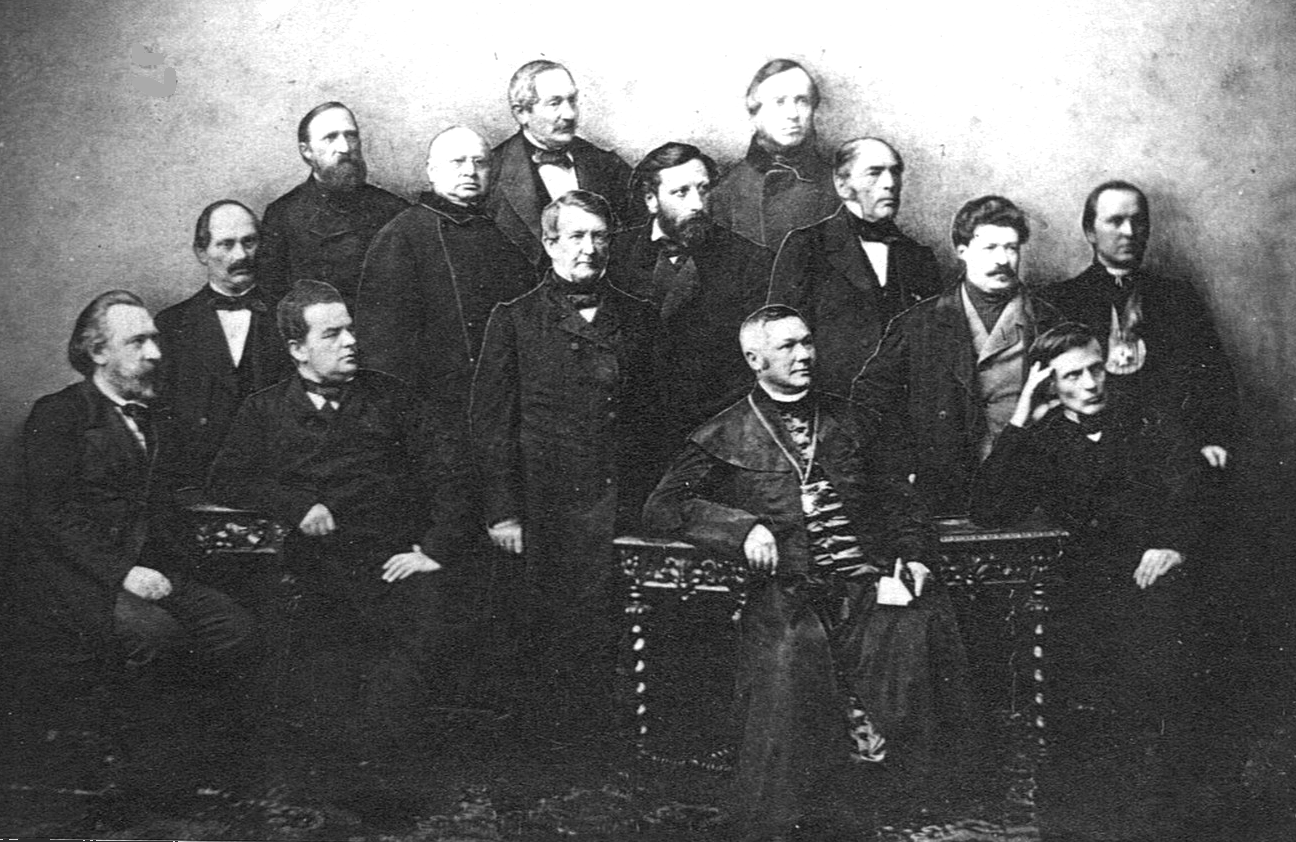
K. Beyer, Delegacja Miejska, 1861

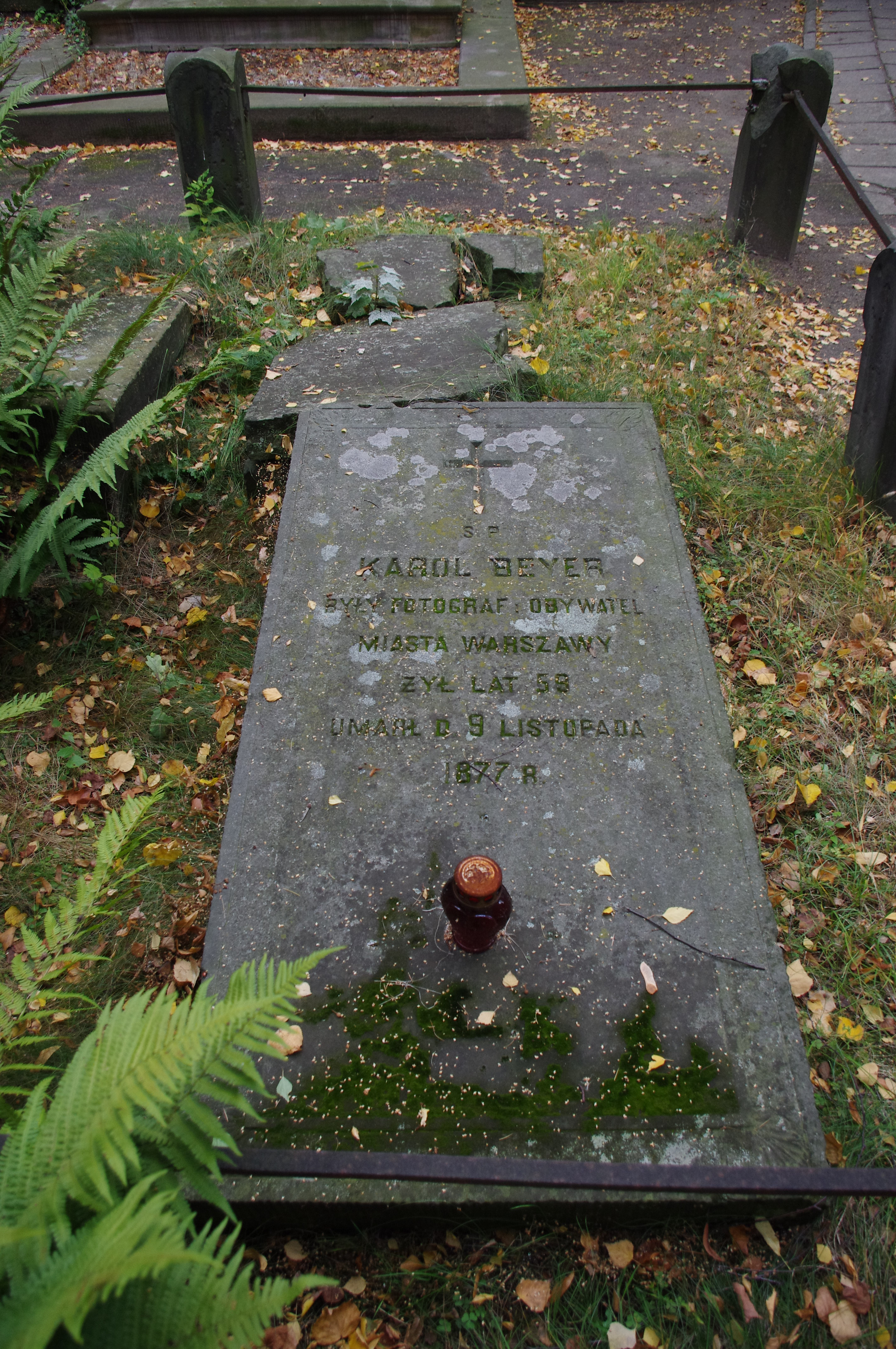
Grób fotografa Karola Beyera na Cmentarzu ewangelicko-reformowanym w Warszawie

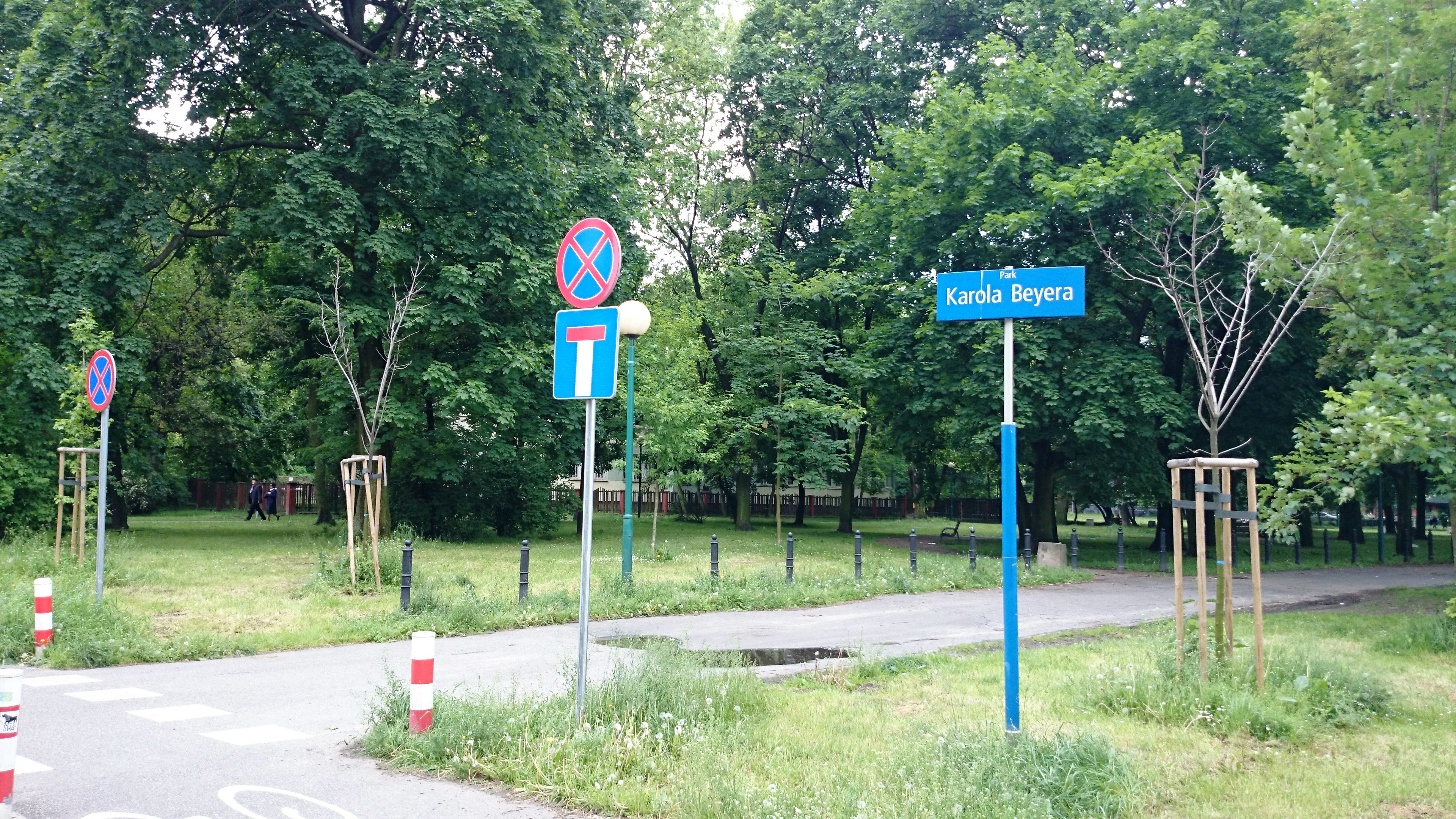
Park Karola Beyera w Warszawie

W 1857 r. Beyer przeniósł swój zakład do kamienicy wzniesionej na miejscu domu Wizytek przy Krakowskim Przedmieściu, u zbiegu z ul. Karową. Lokal mieścił się na pierwszym piętrze i miał balkon wychodzący na plac Saski, co fotograf wykorzystywał w celu uwieczniania widoków miasta. Podobnie jak poprzednio, w nowym atelier Beyer wykonywał portrety, a ponadto sprzedawał wykonane przez siebie zdjęcia (również stereoskopowe) z widokami Warszawy, wizerunkami znanych Polaków i reprodukcje dzieł sztuki. Śledził pojawiające się mody i nowości z zakresu fotografii, eksperymentując z nimi i wprowadzając je w swoim zakładzie, np. od 1859 r. wykonywał popularne w Europie zdjęcia w formacie carte de visite. Od 1859 r. eksperymentował z reprodukowaniem fotografii za pomocą technik graficznych – litografii (fotolitografia) oraz drzeworytu (ksylofotografia). W latach 1861–1863 Beyer zatrudniał 20 osób, wśród nich Konrada Brandla jako operatora (tj. osobę fotografującą oraz przygotowującą i wywołującą negatywy), Ferdynanda Klocha jako osobę ustawiającą pozujących i rekwizyty oraz Marcina Olszyńskiego. Z zakładem współpracował także m.in. Juliusz Kossak, który zajmował się kolorowaniem i retuszowaniem zdjęć.
Członek Towarzystwa Rolniczego w Królestwie Polskim z Warszawy w 1858 roku.
Pod koniec 1858 r. wyjechał do Krakowa, by sfotografować odbywającą się tam wystawę zabytków, zorganizowaną na wzór warszawskiej. Zdjęcia te wydał w Albumie Wystawy Starożytności i Zabytków Sztuki urządzonej przez C. K. Towarzystwo Naukowe w Krakowie 1858/1859. W tym samym roku opublikował również Widoki M. Warszawy/ Vues de Varsovie. W 1859 r. został współzałożycielem „Tygodnika Ilustrowanego”.
Oddawał też swoje umiejętności na rzecz spraw publicznych, m.in. wykonując portrety osób biorących udział w ówczesnych wydarzeniach polityczno-społecznych. Najbardziej znany jest zestaw portretów tzw. pięciu poległych, którzy zginęli od kul wojska carskiego w patriotycznej manifestacji 27 lutego 1861 roku na Krakowskim Przedmieściu w Warszawie. Ich ciała zostały złożone w Hotelu Europejskim, gdzie na parterze mieściła się retuszernia zakładu Beyera. Fotograf uwiecznił ich dzień później, podczas sądowych oględzin zwłok. Zmarli zostali ukazani w profilu, czterech z nich z odsłoniętymi ranami. Pięć zdjęć zostało skomponowanych razem w formie tableau, powielanego następnie w wielu egzemplarzach i sprzedawanego na szeroką skalę. 
Konsekwencją zajść na Krakowskim Przedmieściu było powołanie Delegacji Miejskiej – komitetu, którego celem było zapewnienie spokoju; jej pierwszy skład również uwiecznił Beyer (sam będący jednym z członków Delegacji). Każdy z członków został sfotografowany oddzielnie, po czym zdjęcia te połączone w jedną całość. Jest prawdopodobnie najwcześniejszy znany przykład fotomontażu w Polsce. W tym samym roku sfotografował kolejne wydarzenia o charakterze patriotycznym: procesje Dni Krzyżowych i Bożego Ciała, pogrzeb arcybiskupa Antoniego Melchiora Fijałkowskiego. Po wprowadzeniu przez Karola Lamberta stanu wojennego Beyer z okien domów fotografował wojskowe biwaki na warszawskich placach. Jego działalność doprowadziła do aresztowania i uwięzienia w październiku 1861; został zwolniony w maju 1862. 
W okresie poprzedzającym powstanie styczniowe i w jego trakcie wykonał wiele portretów osób związanych z tym wydarzeniem: organizatorów powstania, przywódców oraz szeregowych powstańców. Po wybuchu powstania Beyer został ponownie zatrzymany i wywieziony do Nowochoperska w Rosji. Na zesłaniu kontynuował działalność fotograficzną, nieodpłatnie uwieczniając współtowarzyszy zesłania. Zakład w Warszawie prowadziła jego żona. Mimo jego nieobecności trwała rozpoczęta przez niego w 1863 r. budowa okazałej kamienicy z rotundą, zdobionej posągami i płaskorzeźbami według projektu Józefa Orłowskiego (róg Krakowskiego Przedmieścia i ul. Królewskiej). Jako jej odpowiednik wzniesiono później rotundę hotelu Bristol. Kamienica istniała do 1944 i do końca nazywana była przez warszawian "kamienicą Beyerowską". Po 1945 nie została odbudowana.
Do Polski Beyer powrócił po półtora roku, zastając w stolicy nowe, konkurencyjne studia fotograficzne. Zakład Beyera opuścił jego pracownik, Konrad Brandel, który do spółki z Władysławem Brandlem i Marcinem Olszyńskim otworzył własny zakład. Na jego miejsce Beyer zatrudnił Melecjusza Dutkiewicza, który jednak wkrótce odszedł wraz z innym współpracownikiem Beyera, Ferdynandem Klochem, by również rozpocząć własną działalność. 
Silna konkurencja, a także uwarunkowania ekonomiczne, zmusiły Beyera do zamknięcia zakładu w 1867 r. W liście do Augusta Bielowskiego pisał:
Przyszły ciężkie czasy dla ogółu, dla mnie pogorszone przeszło dwuletnią nieobecnością, domy spadły w cenie, wierzyciele się niepokoją i buntują, inne zakłady fotograficzne się wzniosły, moi właśni ludzie przeciwko mnie intrygowali i przyszło do tego, że do mego zakładu dokładać musiałem.
W 1872 r. atelier Beyera (wraz z wyposażeniem i negatywami) kupiło dwóch fotografów: Julian Kostka i Ludwik Mulert, którzy otworzyli tu zakład „J. Kostka i Mulert”. Sam Beyer kontynuował fotografowanie zabytków; pracował także nad techniką fotodruku. 
Karol Beyer został pochowany na Cmentarzu Ewangelicko-Reformowanym w Warszawie (kw. E, rząd 3, nr 1).

## Upamiętnienie
Park Karola Beyera utworzony po II wojnie światowej między ogrodami klasztoru szarytek, a torami kolei średnicowej i przystankiem Warszawa Powiśle, na zachód od ulicy Leona Kruczkowskiego w Warszawie.